# Talbot-Simca 1610

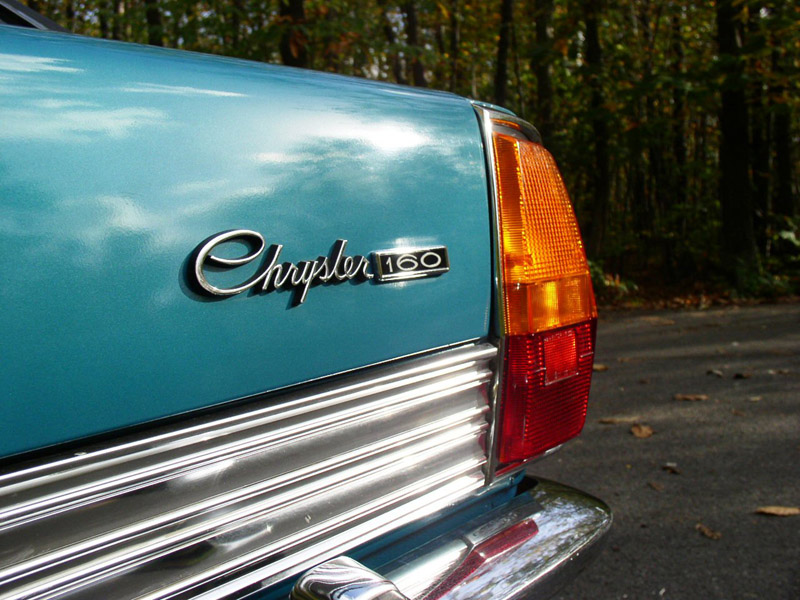
Heckansicht

Der Chrysler 160 / 180 / 2 Litre – auch Chrysler-Simca 1610 / 2 Litre  oder Talbot-Simca 1610 / 2 Litre – war ein Personenkraftwagen der oberen Mittelklasse des Automobilherstellers Chrysler Europe.

## Der Hintergrund
Das Simca-Stammwerk Poissy gehörte ursprünglich der Ford Société Anonyme France (Ford SAF). Als sich Ford vom französischen Markt zurückzog, erwarb das aus der französischen Fiat-Generalvertretung entstandene Unternehmen Simca das Ford-Werk Poissy. 1958 übernahm der US-amerikanische Chrysler-Konzern Anteile an Simca. Damit war Chrysler in Europa mit drei Standbeinen vertreten: Außer an Simca in Frankreich und Barreiros in Spanien hielt es seit den späten 1950er Jahren auch erhebliche Anteile an der britischen Rootes-Gruppe, die 1967 vollständig in amerikanischen Besitz überging. In den ersten zehn Jahren des europäischen Engagements gelang es Chrysler nicht, seine Niederlassungen auch nur im Ansatz zu harmonisieren. Insbesondere die britischen und französischen Standbeine agierten bis in die späten 1960er Jahre hinein mehr oder weniger unabhängig voneinander. Es gab keine vernetzte Entwicklung und keine Synergieeffekte; Simca in Frankreich und Rootes in Großbritannien entwickelten vielmehr regelmäßig eigenständige Autos, die in den gleichen Marktnischen antraten und mitunter auch direkt miteinander konkurrierten. Das gilt beispielsweise für den französischen Simca 1300 einer- und für die britischen Fahrzeuge der Arrow-Plattform andererseits, aber auch für den Simca 1000 und den Hillman Imp. Seit den späten 1960er Jahren versuchte Chrysler, dieses unökonomische Nebeneinander durch ein effektives Miteinander zu ersetzen, indem künftig einheitliche Autos für den britischen und kontinentaleuropäischen Markt entwickelt werden sollten. Der Chrysler 160/180/2 Litre war ein erster Schritt auf diesem Weg.

## Die Entwicklungsgeschichte
Sowohl auf dem britischen als auch auf dem französischen Markt hatten die Chrysler-Marken in den 1960er Jahren Bedarf nach einem neuen Fahrzeug für die obere Mittelklasse: Simca hatte diesen Markt in Frankreich nicht mehr mit eigenen Autos bedient, seit der Vedette und seine Vierzylindervariante Ariane eingestellt worden waren. Stattdessen wurden die in Amerika konstruierten Dodge Lancer, Plymouth Valiant und Dodge Dart angeboten, die in der Schweiz bei AMAG montiert und über das Simca-Vertriebsnetz in Frankreich verkauft wurden. In Großbritannien bot die Rootes-Gruppe zunächst noch den 1957 präsentierten Humber Hawk an, der allerdings in die Jahre gekommen war und 1967 schließlich gestrichen wurde, um durch den Chrysler Valiant aus australischer Produktion ersetzt zu werden.

### Konzepte
Sowohl Simca als auch Rootes arbeiteten in der zweiten Hälfte der 1960er Jahre an eigenen Autos für die obere Mittelklasse:
- In Frankreich entstand das Projekt 929, eine glatt gezeichnete Limousine, für deren Karosserie Entwürfe von Simca, Bertone und Chrysler zur Wahl standen.
- Die Rootes-Gruppe hingegen entwickelte unter der Leitung von Roy Axe das sog. C-Car, eine vergrößerte Version des B-Car, das als Hillman Avenger bekannt wurde. Das C-Car trug amerikanisch inspiriertes Design, vergleichsweise schwülstige Linien und eine relativ hohe Gürtellinie, die über den Hinterrädern geschwungen war („Coke-Bottle-Line“). Rootes sah drei Versionen vor: ein Basismodell für die Marke Hillman, eine sportliche Version für Sunbeam, und eine Luxusversion mit Sechszylindermotor, die als Humber verkauft werden sollte. Als Hinterradaufhängung war wie bei Rover eine De-Dion-Achse vorgesehen und der Wagen sollte ein Fünfganggetriebe haben.

Beide Projekte waren weit gediehen, als das amerikanische Chrysler-Management erkannte, dass es wenig sinnvoll war, zwei miteinander konkurrierende Modelle für Teilbereiche des europäischen Marktes zu entwickeln. Im Frühjahr 1969 entschied sich Chrysler nach einer Analyse beider Konzepte dazu, allein die Entwicklung des britischen C-Cars weiterzubetreiben; der französische Simca 929 hingegen wurde aufgegeben.

### Die Entwicklung des neuen Autos
Damit waren die Weichen zu einer amerikanisierten äußeren Form gestellt. Im Gegenzug erhielt Simca den Auftrag, den Innenraum zu gestalten und vor allem die Technik unter dem Blech zu entwickeln. Simca setzte daraufhin in weiten Teilen eigene Vorstellungen durch. Das machte sich in erster Linie bei der Wahl der Motoren bemerkbar. Während Rootes eine Ausstattung mit 1,8-, 2,0- und 2,5-Liter-Motoren vorgesehen hatte – letzterer war ein eigens konzipierter Sechszylinder-V-Motor, dessen Entwicklung bereits 30 Millionen Pfund gekostet hatte –, entschied sich Simca mit Blick auf die hubraumabhängige französische Kfz-Steuer für Vierzylindermotoren mit 1,6, 1,8 und 2,0 Litern Hubraum und obenliegender Nockenwelle aus französischer Fertigung und ein Vierganggetriebe. Versionen dieses Motors gab es später auch im Talbot Matra Murena 2.2, Talbot Tagora 2.2, Peugeot 505 Turbo und im Citroën BX TC. Ab 1977 wurden sie mit Transistorzündung ausgerüstet.
Der 160 hatte einen 1639-cm³-Motor mit 58 kW (79 PS) (ab Mitte 72 mit 59 kW (80 PS)) und einer Höchstgeschwindigkeit von 155 km/h. Im 160GT und im 180 arbeitete ein 1812-cm³-Motor mit 95 bis 100 PS (70 bis 74 kW) und sie erreichten damit 170 km/h. Für den Chrysler 2 Litres war der Hubraum auf 1980 cm³ vergrößert worden (Bohrung/Hub 91,7 mm/75 mm), Verdichtungsverhältnis 9,45:1, 110 PS (81 kW) bei 5600 min−1.
Die Konstruktion der starren Hinterachse an vier Längslenkern und Panhardstab kam von Simca und entsprach der des 1963 erschienenen Simca 1300. Die Vorderräder waren einzeln an MacPherson-Federbeinen mit Querlenkern aufgehängt. Dazu gab es eine Zahnstangenlenkung.
Das Karosserieangebot beschränkte sich auf eine viertürige Stufenhecklimousine. Andere Varianten wurden nicht realisiert. Zwar entstanden in Einzelstücken ein fünftüriger Kombi sowie ein zweitüriges Coupé; sie waren aber nie für eine Serienproduktion vorgesehen und verließen die Werksgelände kaum.

## Modellchronologie

### Die Ausgangslage
Die in Coventry entwickelten, stark amerikanisierten Chrysler-France-Modelle erscheinen im August 1970 und wurden auf dem Pariser Salon im Oktober 1970 eingeführt. In Frankreich wurde das Auto als Chrysler-Simca vermarktet und hieß dort zunächst 160, 180 und 2 Litres; in Großbritannien hingegen hieß das Auto nur Chrysler. Das war insoweit ungewöhnlich, als die Rootes-Gruppe über zahlreiche gut etablierte Marken verfügte und bislang noch kein in Europa produziertes Auto den Namen der Konzernmutter als Markenbezeichnung erhalten hatte.

### Die Modifikationen im Einzelnen
Während der elfjährigen Produktion erfuhr der Chrysler 160/180/2 Litres nahezu keine Modellpflege. Zwar gab es vordergründig viel Bewegung; dabei handelte es sich allerdings weitestgehend um Änderungen an Ausstattungen und Motoren. Es gab weder eine sinnvolle Weiterentwicklung der Technik noch wurde das Design überarbeitet.
Die Modellbezeichnungen wechselten in den einzelnen Jahren häufig, wobei nicht immer eine besondere Logik zu erkennen war. Entsprachen die Modellbezeichnungen anfangs noch dem Hubraum des verwendeten Motors, wurde später eine Kombination aus Hubraum und (französischer) Steuerformel eingeführt, und in den letzten Produktionsjahren löste sich die Modellbezeichnung teilweise ganz von der Motorgröße. So war beispielsweise der britische Chrysler 180 ab 1977 mit einem 1,6 Liter großen Motor ausgestattet. Dieses Modell hieß in Frankreich Chrysler-Simca 1610, gehörte aber ab Baujahr 1980 (mit dem 1,8-Liter-Motor) nicht, wie der Name indizierte, in die Steuerstufe 10, sondern in die Steuerstufe 11. Die (nach eigenem System) korrekte Bezeichnung dieses Autos hätte also ab 1980 „1611“ lauten müssen; ein solches Fahrzeug ist allerdings nie verkauft worden.

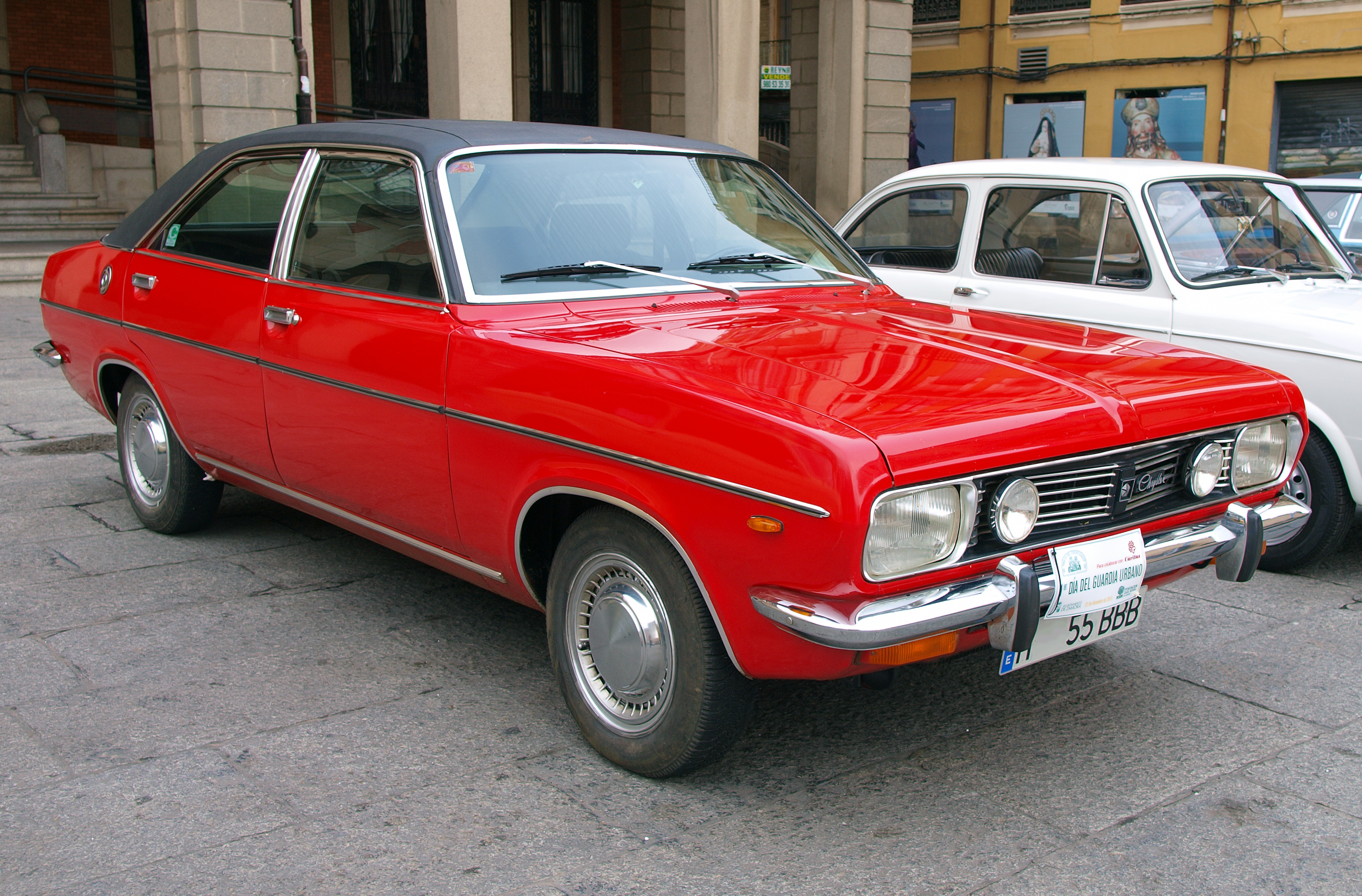
Chrysler 180

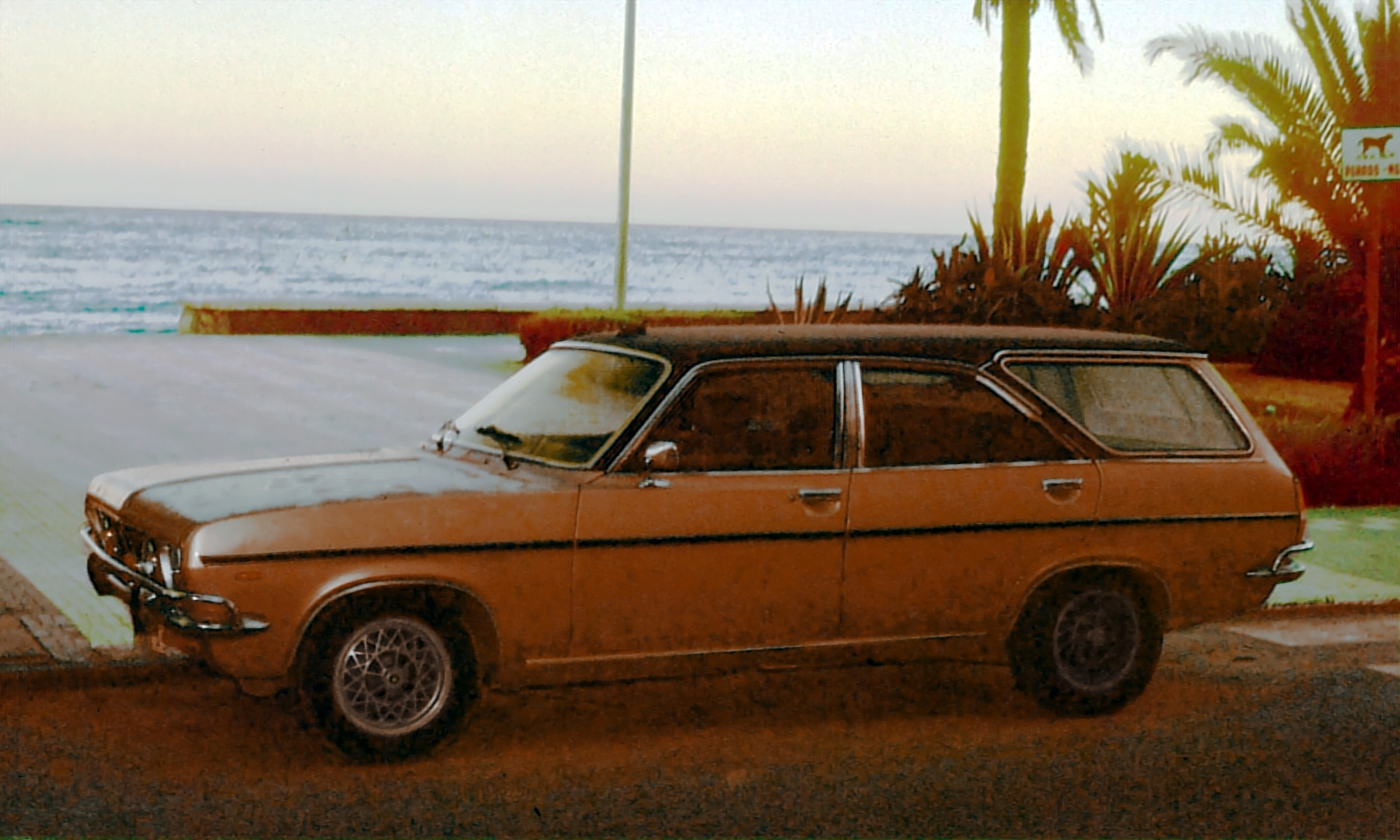
Nur in Spanien: Chrysler 180 Estate

Der im Oktober 1970 vorgestellte Chrysler-Simca 160 hatte einen grauen Kühlergrill, Scheibenbremsen an den Vorderrädern und ein Armaturenbrett mit drei Rundinstrumenten; der bis Juli 1972 nach Deutschland gelieferte GT mit 97-PS-Maschine hatte Scheibenbremsen auch an der Hinterachse. Der 180 war zunächst das Topmodell von Chrysler France, was der Kühlergrill mit den zwei roten Querstreifen und die Stoßstangenhörner kenntlich machten. 1973 kam ein preisgünstiger Zweiliter-Wagen dazu (Chrysler 2L). Der Zweiliter-Chrysler wurde ausschließlich mit einem von Chrysler USA bezogenen Automatikgetriebe vom Typ TorqueFlite ausgeliefert. Beim 180 kostete die Automatik Aufpreis, stammte aber von BorgWarner.
Ab dem 1. September 1971 wurde der Name SIMCA durch Chrysler France ersetzt. Das neue Markenzeichen ersetzte vollständig die einzelnen S.I.M.C.A.-Buchstaben auf den Autos. Der Simca 1501 wurde noch für den Export produziert, um die Vorräte an Teilen aufzubrauchen, in Frankreich wurde er wegen des schlechten Verkaufs des Chryslers 160/180 wieder eingeführt. Außerdem wurde der Chrysler 180 nach Australien exportiert. Dort heißt das Modell Chrysler Centura.
Im Februar 1973 wurde der Chrysler 2L auf der AutoRAI in Amsterdam der Öffentlichkeit vorgestellt. Er war ab sofort erhältlich. Dieses luxuriöse Auto wurde nur mit Automatikgetriebe angeboten und hatte ein Vinyldach.
Anfang 1975 wurden die Produktionsanlagen von Frankreich nach Spanien überführt, wo der Wagen künftig bei Barreiros, der spanischen Zweigmarke von Chrysler Europa, produziert wurde. Nur in Spanien gab es auch einen Dieselmotor von Barreiros, der anfangs 2007 cm³ Hubraum hatte. Ende 1977, als in Spanien für hubraumstarke Fahrzeuge eine erhöhte Steuer festgesetzt wurde, wurde der Hubraum des Dieselmotors auf 1920 cm³ reduziert.
Ab August 1976 wurden der Chrysler 180 in Chrysler-SIMCA 1610, der Chrysler 2L in Chrysler-SIMCA 2 Litres umbenannt. Das SIMCA-Emblem erschien wieder auf dem Wagen. Der Chrysler-SIMCA 1610 ersetzte den Chrysler 180, während die Produktion des Chryslers 160 eingestellt wurde. In Deutschland wurde der Wagen seitdem nur noch als Chrysler-Simca 2L, wahlweise mit Schaltgetriebe oder Automatik angeboten. Dabei stellte das Automatikgetriebe die Serienausstattung dar, während das Schaltgetriebe gegen Minderpreis auf Kundenwunsch geliefert wurde.
Ab Sommer 1978 übernahm der PSA-Konzern Chrysler Europe und damit auch die Marke Chrysler-Simca. Chrysler Europe erhielt den Namen Talbot, der ab Sommer 1979 auch für die einzelnen Fahrzeuge verwendet wurde: Der Chrysler-Simca 1610 wurde zum Talbot-SIMCA 1610, die 2L-Modelle wurden in Talbot-SIMCA 2L umbenannt. Das Talbot-Typenschild erschien auf der Haube, der Chrysler-Pentastar blieb allerdings in der Mitte des Grills. Im letzten vollen Baujahr 1980 gab es nun auch ein manuelles Getriebe.
Die Produktion des 1610/2L mit Benzinmotor wurde im Juli 1981 eingestellt. Nur die Produktion des Dieselmodells lief noch einige Zeit weiter, denn in Spanien verkaufte sich das Auto als Taxi sehr gut. Sogar eine Kombiversion namens Estate war im Programm.
Auf der Fertigungsstraße des 2L lief später die Produktion des Talbot Tagora an.
Im Sommer 1980 wurde der als Chrysler Projekt C9 entwickelte Nachfolger Talbot Tagora präsentiert, der jedoch auf Grund geringer Nachfrage bereits im Herbst 1983 wieder eingestellt wurde. Im Juni 1986 stellte PSA die Marke Talbot ganz ein.

## Rezeption auf dem Markt
Die großen Chrysler-Limousinen verkauften sich generell schlecht. Weder auf dem britischen noch auf dem kontinentaleuropäischen Markt konnten sie sich gegen ihre Konkurrenten durchsetzen. Dies hatte unterschiedliche Gründe. Die Presse fand in ausgiebigen Tests zwar keine besonderen Schwächen, aber auch keine herausragenden Stärken des Wagens. Es war, wie die Zeitschrift MOTOR Anfang 1971 schrieb, ein „in jeder Hinsicht durchschnittliches Auto“. Neben den fehlenden besonderen Eigenschaften wirkte sich negativ aus, dass der neue große Chrysler aufgrund seiner Entwicklungsgeschichte weder in Frankreich noch in Großbritannien als einheimisches Fahrzeug akzeptiert wurde, sondern auf allen Märkten nachhaltig als ausländisches Modell wahrgenommen wurde, was sich auch in dem für den europäischen Geschmack unglücklichen Design dokumentierte. Das Marketing des ersten Jahres trug nicht dazu bei, die Position des Autos zu unterstützen. Die Werbung unterstützte zunächst den Eindruck der Beliebigkeit. Bei der Präsentation wurde der neue Wagen als „An American From Paris“ vorgestellt.

## Chrysler Centura

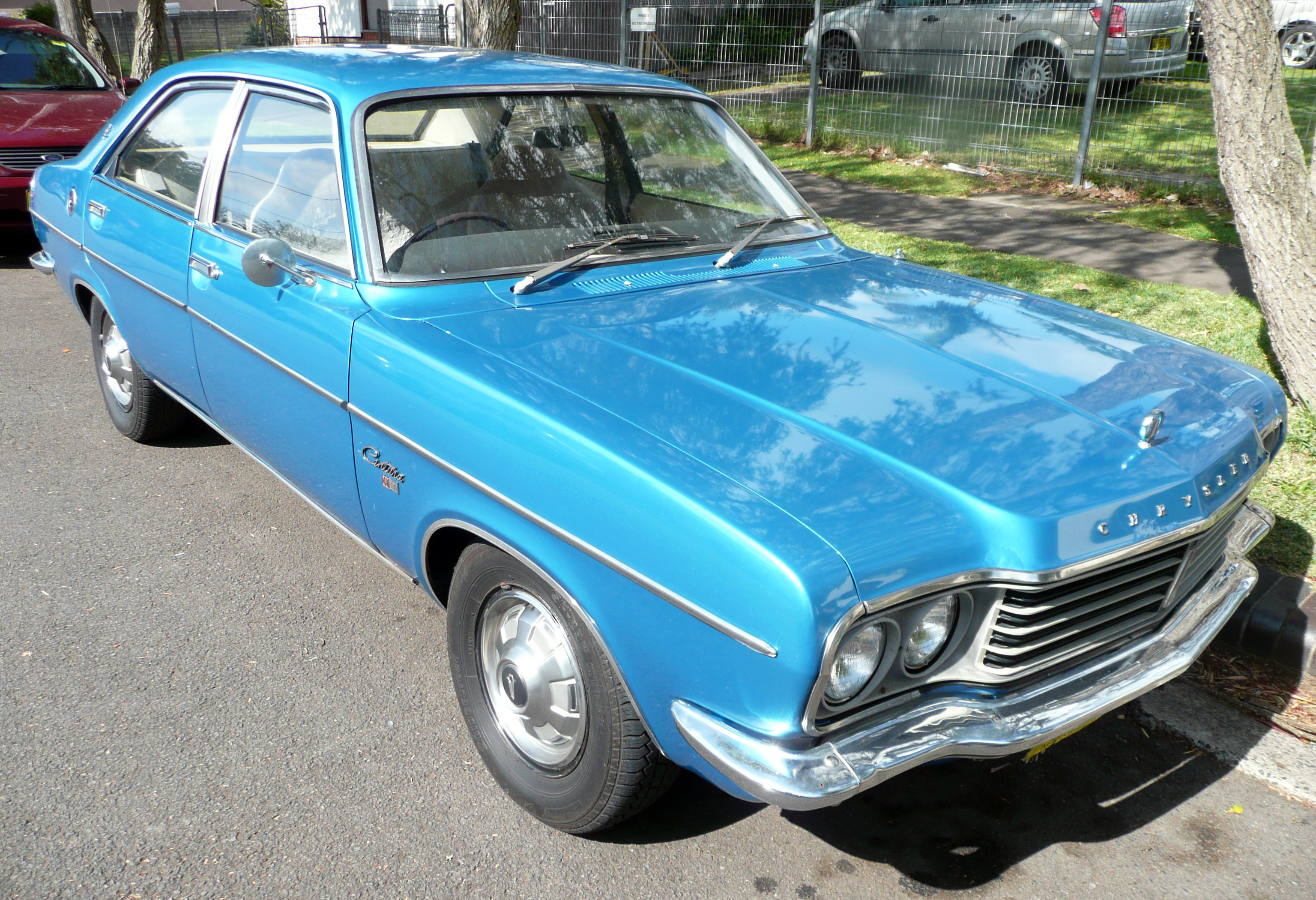
Chrysler Centura

Eine Variante dieses Modells war der Chrysler Centura, der von Mitte 1975 bis Ende 1978 in Australien gebaut wurde. Dort sollte er das Modellprogramm um ein Auto unterhalb des Chrysler Valiant ergänzen. Da in Australien größere Motoren bevorzugt wurden, erhielt der Centura als Basismotorisierung den 1980 cm³ großen Motor des europäischen 2 Litres. Darüber hinaus gab es ihn aber auch mit zwei aus dem Valiant übernommenen Sechszylindermotoren mit 3.500 cm³ und 140 PS (103 kW) bzw. mit 4.000 cm³ und 165 PS (121 kW). Damit die größeren Sechszylindermotoren in das Auto passten, wurde der Vorderwagen gegenüber dem französischen Modell etwas verlängert und neu gestaltet. Er griff damit das – primär bei Ford etablierte – Designmotiv der Knudsen-Nase auf. Der Centura erhielt auch andere Heckleuchten. Chrysler Australia unternahm darüber hinaus einige Versuche, einen 5,2 Liter großen Achtzylinder amerikanischer Produktion in den Centura einzupassen. Das Triebwerk fand zwar im Motorraum des Centura Platz, die Karosseriestruktur erwies sich aber als nicht stark genug, um den schweren Motor zuverlässig zu tragen. Daher wurde die Idee eines Achtzylinder-Centura nach der Herstellung einzelner Prototypen aufgegeben.
Die für 1973 vorgesehene Einführung des Centura auf dem australischen Markt verzögerte sich, weil die australischen Gewerkschaften wegen der französischen Atombombenversuche im Südpazifik zu einem Boykott aller französischen Waren aufgerufen hatten. Daher konnten die aus Frankreich eingeführten Teile in den australischen Häfen zunächst nicht ausgeladen werden. Als der Centura im Sommer 1975 endlich zum Verkauf stand, wurde er in der Presse als ein bereits überholtes Modell kritisiert. Noch problematischer war der Umstand, dass viele Metallteile, die bis zu zwei Jahre lang in australischen Häfen gelagert hatten, in der Wartezeit korrodiert waren und in bereits deutlich angerostetem Zustand eingebaut werden mussten.
Der Centura wurde kein Erfolg und wurde bereits Ende 1978 wieder aus dem Angebot gestrichen. Insgesamt entstanden knapp 20.000 Exemplare.